# ウィリアム・メイン
ウィリアム・メイン（William James Carter Mayne, 1928年3月16日 - 2010年3月24日）は、イギリスの児童文学作家。

## 人物・来歴
ハル生まれ。17歳まで学校に行ったが、カンタベリー大聖堂の聖歌隊での教育が唯一の価値ある教育だったと言う。ほぼ北ヨークシャーに住んだ。
1953年に最初の小説『足跡を追って』を出版した。生涯に百冊以上の本を出し、「聖歌隊学校シリーズ」がある。1957年の「草のロープ」でカーネギー賞を受賞、1993年には「低い潮」でガーディアン賞、1997年、クルト・マシュラー賞を受賞した。
2004年、ファンの11歳の少女に性的行為を行った法定強姦の廉で二年半入獄した。書店ではメインの著書が一斉に取り払われた。
日本では『砂』の翻訳が高い評価を受け、以後も数点が翻訳されている。 

## 日本語訳
- 『砂』林克己訳,マージェリー・ジル絵 岩波書店、1968 (岩波少年文庫)1977
- 『口ぶえをふくルーファス』大高久子訳, レイモンド・ブリッグズ絵. 学習研究社, 1968
- 『りんご園のある土地』林克巳 訳, マージェリー・ジル 絵. 岩波書店, 1969
- 『地に消える少年鼓手』林克己 訳, デイヴィッド・ナイト絵. 岩波書店, 1970
- 『闇の戦い』神宮輝夫訳.　岩波書店 1980
- 『一年と一日 魔女の告げた日』黒沢浩訳, 山本耀也画. 金の星社, 1985
- 『山をこえて昔の国へ』神宮輝夫訳 (岩波少年文庫) 1989
- 『パッチワークだいすきねこ』ニコラ・ベイリー 絵,今江祥智, 遠藤育枝 訳. ブックローン出版, 1990
- 『夏至祭の女王』森丘道訳. 偕成社 ラズロ・アクス絵 1994
- 『パンドラ』ディートリント・ブレッヒ 絵, 今江祥智, 遠藤育枝訳. BL出版,1999